# Алмалау (Констанца)
Алмалау (рум. Almălău) насеље је у Румунији у округу Констанца у општини Остров. Oпштина се налази на надморској висини од 60 m.

## Становништво
Према подацима из 2002. године у насељу је живело 998 становника, од којих су сви румунске националности.